# Christopher Peter Jürgensen
Christopher Peter Jürgensen, född 30 oktober 1838 i Gjesing vid Randers, död 26 december 1911 i Köpenhamn, var en dansk mekaniker.
Efter att ha gått i lära hos instrumentmakare Jul. Nissen i Köpenhamn reste Jürgensen 1860 till utlandet och fick efter sin hemkomst arbete hos Edvard Jünger, vars firma han övertog 1868. Han framställde därefter en rad precisionsinstrument till de marina forten och observatoriet samt till forskare i in- och utlandet. Han övertog han tillverkningen av Rasmus Malling-Hansens skrivkula, vid den elektriska utställningen i Paris 1881 fick en av honom och etatsråd L.V. Lorenz konstruerad dynamomaskin guldmedalj. År 1887 ombildades firman till A/S C.P. Jürgensen's mekaniske Etablissement, som tillsammans med Siemens & Halske i Berlin 1890 tecknade kontrakt med Köpenhamns magistrat om etableringen av stadens första elektricitetsverk. År 1896 ombildades bolaget till C.P. Jürgensen's mekaniske Etablissement og Humber & Komp.'s danske Cyklefabrik.